# 洪炜

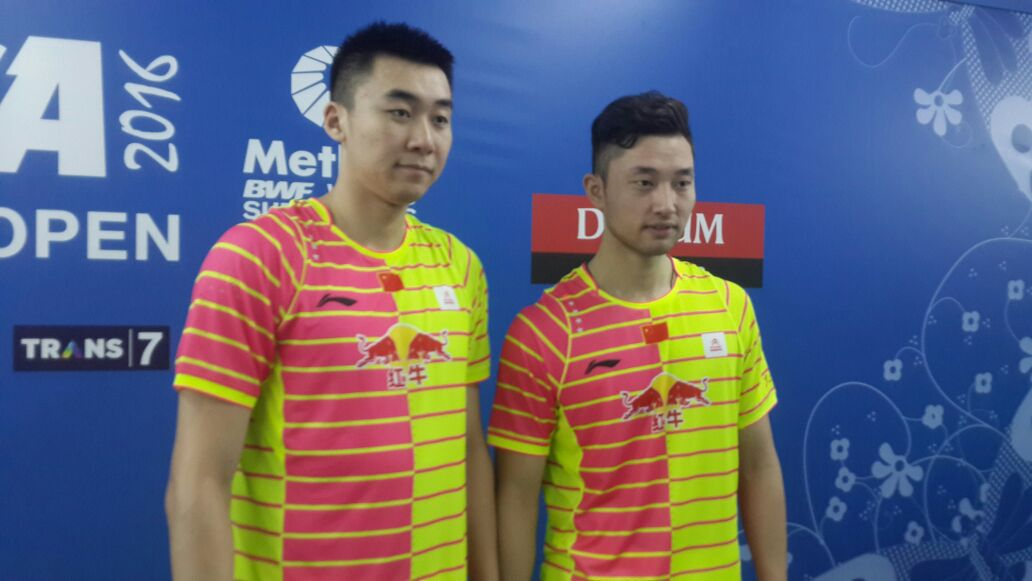
洪炜（左）與他的雙打搭檔柴飚（2016年6月）。

洪炜（1989年10月4日—），福建厦门人，中国退役男子羽毛球运动员。與搭檔柴飈在2017年世界羽毛球錦標賽獲得男子雙打銅牌，並於同年宣布退役。其妻趙芸蕾亦為前中國國家羽毛球隊隊員。

## 職業生涯
洪炜8歲時開始在一羽毛球培训班學習羽毛球，自此便对羽毛球产生兴趣。直到2001年7月，父母才送他到厦门市体校，接受專門的羽毛球訓練；由於年紀較其他學員為大，身材卻較矮小，加上之前接受的又不是正規訓練，洪炜的基本技術比其他學員差；但憑藉其個人的努力，他的成績卻逐漸提高。
2007年，洪炜入選福建省队；期間，他突然增高到1.9米，而打法和技术特点也同时有所改变，更傾向於后场进攻。因此，教练决定派他夥拍偏重网前的郭振东。在2009年的十一运会上，洪炜和郭振东代表福建隊贏得男双賽事銅牌及男子團體銀牌，這亦是他首次贏得重要賽事的獎項。在全运会後，他首次被国家二队邀請參與集訓，但集训结束後，卻未有进入二队名单。然而，在2010年5月，洪炜竟接到通知，直接被召進國家一隊。
2011年4月，洪炜夥拍潘攀參加在成都市舉行的亞洲羽毛球錦標賽，贏得混合雙打季軍；同年8月，洪炜夥拍沈烨出戰倫敦世界羽毛球錦標賽，以冷門姿態進入八強，惜最後敗於韓國的李龍大/鄭在成出局。
2012年3月，洪炜與沈烨出戰德國羽毛球黃金大獎賽男雙賽事，在決賽擊敗李龍大/鄭在成，贏得首個黃金大獎賽冠軍。
2013年8月，洪炜參加中國廣州舉行的世界羽毛球錦標賽，與沈烨出戰男子雙打項目，在首圈就以0比2（20-22、19-21）負於中華台北的陳宏麟/呂佳彬出局。
2015年8月，洪炜參加印尼雅加達舉行的世界羽毛球錦標賽，與柴飚以4號種子身分出戰男子雙打項目，故在首圈輪空；但他們在第二圈就以1比2（21-18、17-21、13-21）不敵日本的嘉村健士/園田啟悟出局，無緣晉級16強。

### 里約奧運抱憾四強
2016年8月，洪煒與柴飈獲得里約奧運羽毛球男子雙打項目的參賽資格。兩人在小組預賽僅敗於日本的早川賢一/遠藤大由，最終以預賽第二的成績晉級八強。之後，他們先是在八強以2比1（21-13、16-21、21-16）擊敗俄羅斯的弗拉基米爾·伊萬諾夫/伊萬·索松諾夫，但在準決賽時卻以1比2（18-21、21-12、17-21）遭到馬來西亞的吳蔚昇/陳蔚強淘汰，在接下來的銅牌爭奪戰中也以1比2（18-21、21-19、10-21）爆冷敗於英國的馬庫斯·埃利斯/克里斯·蘭格瑞奇，而因此無緣奧運獎牌。

### 2017年世錦賽銅牌
2017年8月，洪煒/柴飈以大會第6種子的身分出戰在蘇格蘭格拉斯哥舉辦的第23屆世界羽毛球錦標賽男子雙打項目。他們在首輪輪空，並在之後的第二輪和第三輪賽事擊敗德國的瓊斯·拉夫利·詹森/約舍·茲沃涅和隊友黃凱祥/王懿律，並在八強賽中以2比1（14-21、21-12、21-18）爆冷逆轉當時的奪冠熱門，印尼的马库斯·费尔纳尔迪·吉德翁/凱文·桑加亞·蘇卡穆約。最後，兩人在準決賽遭遇該屆男子雙打冠軍、同樣來自中國的張楠/劉成，最終以直落兩局（17-21、19-21）落敗，寫下在世錦賽最佳成績。
2017年8月27日，洪炜在世錦賽男双半决赛出局後，便通过微博宣告這會是他职业生涯的最后一场國際比赛；他同时感慨自己与英国非常有缘，参加的第一届世锦赛即在英国，如今最后一届世锦赛也是在英国，也算有始有终。退役後，洪煒將會回到廈門隊擔任教練。

## 主要比賽成績
只列出曾進入準決賽的國際賽事成績：
| 年份   | 賽事                     | 公開賽級別 | 項目     | 拍檔   | 成績   |
| ------ | ------------------------ | ---------- | -------- | ------ | ------ |
| 2010年 | 韓國羽毛球大獎賽         | 大獎賽     | 混合雙打 | 包宜鑫 | 準決賽 |
| 2011年 | 印尼羽毛球黃金大獎賽     | 黃金大獎賽 | 混合雙打 | 潘攀   | 準決賽 |
| 2011年 | 韓國羽毛球黃金大獎賽     | 黃金大獎賽 | 男子雙打 | 沈烨   | 準決賽 |
| 2012年 | 德國羽毛球黃金大獎賽     | 黃金大獎賽 | 男子雙打 | 沈烨   | 冠軍   |
| 2012年 | 亞洲羽毛球錦標賽         | 其他       | 男子雙打 | 沈烨   | 銅牌   |
| 2012年 | 中國羽毛球大師賽         | 超級賽     | 男子雙打 | 沈烨   | 準決賽 |
| 2012年 | 法國羽毛球超級賽         | 超級賽     | 男子雙打 | 沈烨   | 準決賽 |
| 2012年 | 世界羽聯超級系列賽總決賽 | 首要超級賽 | 男子雙打 | 沈烨   | 準決賽 |
| 2013年 | 韓國羽毛球首要超級賽     | 首要超級賽 | 男子雙打 | 沈烨   | 準決賽 |
| 2013年 | 德國羽毛球黃金大獎賽     | 黃金大獎賽 | 男子雙打 | 柴飚   | 冠軍   |
| 2013年 | 瑞士羽毛球黃金大獎賽     | 黃金大獎賽 | 男子雙打 | 柴飚   | 冠軍   |
| 2013年 | 中國羽毛球大師賽         | 超級賽     | 男子雙打 | 柴飚   | 準決賽 |
| 2013年 | 日本羽毛球超級賽         | 超級賽     | 男子雙打 | 柴飚   | 亞軍   |
| 2013年 | 東亞運動會羽毛球比賽     | 其他       | 男子團體 | －     | 金牌   |
| 2014年 | 韓國羽毛球超級賽         | 超級賽     | 男子雙打 | 傅海峰 | 亞軍   |
| 2014年 | 馬來西亞羽毛球首要超級賽 | 首要超級賽 | 男子雙打 | 柴飚   | 亞軍   |
| 2014年 | 瑞士羽毛球黃金大獎賽     | 黃金大獎賽 | 男子雙打 | 柴飚   | 冠軍   |
| 2014年 | 湯姆斯盃                 | 其他       | 男子團體 | －     | 銅牌   |
| 2014年 | 中國羽毛球首要超級賽     | 首要超級賽 | 男子雙打 | 柴飚   | 亞軍   |
| 2014年 | 世界羽聯超級系列賽總決賽 | 首要超級賽 | 男子雙打 | 柴飚   | 亞軍   |
| 2015年 | 印度羽毛球超級賽         | 超級賽     | 男子雙打 | 柴飚   | 冠軍   |
| 2015年 | 蘇迪曼盃                 | 其他       | 混合團體 | －     | 金牌   |
| 2015年 | 澳洲羽毛球超級賽         | 超級賽     | 男子雙打 | 柴飚   | 準決賽 |
| 2015年 | 中國羽毛球首要超級賽     | 首要超級賽 | 男子雙打 | 柴飚   | 亞軍   |
| 2015年 | 香港羽毛球超級賽         | 超級賽     | 男子雙打 | 柴飚   | 準決賽 |
| 2015年 | 印尼羽毛球大師賽         | 黃金大獎賽 | 男子雙打 | 柴飚   | 亞軍   |
| 2015年 | 世界羽聯超級系列賽總決賽 | 首要超級賽 | 男子雙打 | 柴飚   | 亞軍   |
| 2016年 | 馬來西亞羽毛球首要超級賽 | 首要超級賽 | 男子雙打 | 柴飚   | 亞軍   |
| 2016年 | 印尼羽毛球首要超級賽     | 首要超級賽 | 男子雙打 | 柴飚   | 亞軍   |
| 2016年 | 奧林匹克運動會羽毛球比賽 | 其他       | 男子雙打 | 柴飚   | 第四名 |
| 2016年 | 中國羽毛球首要超級賽     | 首要超級賽 | 男子雙打 | 柴飚   | 準決賽 |
| 2016年 | 香港羽毛球超級賽         | 超級賽     | 男子雙打 | 柴飚   | 準決賽 |
| 2016年 | 世界羽聯超級系列賽總決賽 | 首要超級賽 | 男子雙打 | 柴飚   | 準決賽 |
| 2017年 | 瑞士羽毛球黃金大獎賽     | 黃金大獎賽 | 男子雙打 | 柴飚   | 冠軍   |
| 2017年 | 馬來西亞羽毛球首要超級賽 | 首要超級賽 | 男子雙打 | 柴飚   | 準決賽 |
| 2017年 | 亞洲羽毛球錦標賽         | 其他       | 男子雙打 | 柴飚   | 銅牌   |
| 2017年 | 世界羽毛球錦標賽         | 其他       | 男子雙打 | 柴飚   | 銅牌   |

| 2007-2017年 | 首要超級賽 | 超級賽 | 黃金大獎賽 | 大獎賽 | 國際挑戰賽 | 國際系列賽 | 未來系列賽 | 其他 |

### 世界冠軍頭銜
洪炜在羽毛球生涯中共奪得 2 項羽毛球世界冠軍頭銜。
| 賽事     | 奪冠次數 | 年份               |
| -------- | -------- | ------------------ |
| 汤姆斯杯 | 1        | 2012年（男子團體） |
| 蘇迪曼杯 | 1        | 2015年（混合團體） |
| 總計     | 2        |                    |

### 奧運會和世錦賽參賽紀錄
|          | 搭檔 | 2011 | 2012 | 2013 | 2014 | 2015 | 2016   | 2017 |
| -------- | ---- | ---- | ---- | ---- | ---- | ---- | ------ | ---- |
| 男子雙打 | 沈烨 | 8強  | －   | 48強 | －   | －   | －     | －   |
| 男子雙打 | 柴飚 | －   | －   | －   | 16強 | 32強 | 第四名 | 銅牌 |

## 主要對賽紀錄
洪煒與主要對手的對賽成績如下（只列出對賽五次或以上對手，截至2017年10月12日）：
男雙 - 沈燁
| 對手              | 對賽次數 | 對賽結果 | 對賽結果 | 總計 |
| 對手              | 對賽次數 | 勝       | 負       | 總計 |
| ----------------- | -------- | -------- | -------- | ---- |
| 鄭在成 李龍大     | 7        | 1        | 6        | -5   |
| 高成炫 柳延星     | 5        | 2        | 3        | -1   |
| 早川賢一 遠藤大由 | 5        | 1        | 4        | -3   |
| 其他選手          | 80       | 52       | 28       | +24  |
| 總計              | 97       | 56       | 41       | +15  |

男雙 - 柴飈
| 對手                                      | 對賽次數 | 對賽結果 | 對賽結果 | 總計 |
| 對手                                      | 對賽次數 | 勝       | 負       | 總計 |
| ----------------------------------------- | -------- | -------- | -------- | ---- |
| 吳蔚昇 陳蔚強                             | 10       | 3        | 7        | -4   |
| 金沙朗 金基正                             | 9        | 5        | 4        | +1   |
| 李龍大 柳延星                             | 9        | 1        | 8        | -7   |
| 馬德斯·皮勒爾·科爾丁 馬德斯·康拉德-彼德森 | 8        | 7        | 1        | +6   |
| 早川賢一 遠藤大由                         | 8        | 5        | 3        | +2   |
| 卡斯騰·摩根森 瑪蒂亞斯·鮑伊               | 7        | 3        | 4        | -1   |
| 金·阿斯特魯普 A·S·拉斯姆森                | 5        | 5        | 0        | +5   |
| 橋本博且 平田典靖                         | 5        | 5        | 0        | +5   |
| 蘇卡穆約 費爾納爾迪                       | 5        | 2        | 3        | -1   |
| 園田啟悟 嘉村健士                         | 5        | 0        | 5        | -5   |
| 其他選手                                  | 109      | 88       | 21       | +67  |
| 總計                                      | 180      | 124      | 56       | +68  |

## 個人生活
洪煒在里約奧運前後被爆與國家隊的隊友趙芸蕾交往。2018年6月1日，洪煒與趙芸蕾在廈門市思明區民政局領證結婚。